# Polypogon gryphalis
Polypogon gryphalis är en fjärilsart som beskrevs av Herrich-Schäffer 1851. Polypogon gryphalis ingår i släktet Polypogon och familjen nattflyn. Inga underarter finns listade i Catalogue of Life.